# Cádiz CF
A Cádiz CF, vagy rövidebben egyszerűen Cádiz egy spanyol labdarúgócsapat. A klubot 1910-ben alapították, jelenleg a elsőosztályban szerepel.

## Jelenlegi keret
2020. február 8.
| #  |                       | Poszt | Név                                |
| -- | --------------------- | ----- | ---------------------------------- |
| 1  | spanyol               | K     | Cifuentes Alberto (csapatkapitány) |
| 2  | Dominikai Köztársaság | V     | Luismi Quezada                     |
| 3  | Spanyol               | V     | Fali                               |
| 4  | argentin              | V     | Mauro Marcos                       |
| 5  | spanyol               | KP    | Garrido Jon                        |
| 6  | Spanyol               | KP    | José Mari                          |
| 7  | spanyol               | KP    | Sánchez Salvi                      |
| 8  | Spanyol               | KP    | Alex Fernández                     |
| 9  | honduras              | CS    | Lozano Anthony                     |
| 10 | spanyol               | CS    | Perea Albertol                     |
| 11 | Spanyol               | KP    | Jorge Pombo                        |
| 12 | Francia               | KP    | Bodiger Yann                       |

| #  |                   | Poszt | Név                |
| -- | ----------------- | ----- | ------------------ |
| 13 | spanyol           | K     | David Gil          |
| 14 | spanyol           | V     | Iván Alejo         |
| 15 | Egyenlítői-Guinea | V     | Carlos Akapo       |
| 16 | spanyol           | V     | Juan Cala          |
| 17 | spanyol           | KP    | Edu Ramos          |
| 18 | spanyol           | KP    | José Manuel Jurado |
| 19 | peru              | V     | Jean-Pierre Rhyner |
| 20 | spanyol           | V     | Iza Carcelén       |
| 21 | spanyol           | V     | Álvaro Giménez     |
| 22 | uruguay           | V     | Pacha Espino       |
| 23 | spanyol           | CS    | Nano Mesa          |
| 24 | Szerb             | KP    | Filip Malbašić     |

## A legutóbbi szezon statisztikái
- Házi góllövőlista:
  - Dani: 10 gól
  - Natalio: 6 gól
  - Casas: 5 gól
- Kapusok:
  - Contreras: 36 mérkőzésen 37 gól
  - Limia: 5 mérkőzésen 9 gól

## A legutóbbi szezonok
| Szezon    |    | Poz. | Mérk. | Gy | D  | V  | RG | KG | P  | Kupa             | Megjegyzés |
| --------- | -- | ---- | ----- | -- | -- | -- | -- | -- | -- | ---------------- | ---------- |
| 2003-2004 | 2D | 7    | 42    | 17 | 10 | 15 | 52 | 47 | 61 |                  |            |
| 2004-2005 | 2D | 1    | 42    | 21 | 13 | 8  | 68 | 30 | 76 | Harmadik forduló | Feljutott  |
| 2005-2006 | 1D | 19   | 38    | 8  | 12 | 18 | 36 | 52 | 36 | Negyeddöntő      | Kiesett    |
| 2006-2007 | 2D | 5    | 42    | 15 | 16 | 11 | 53 | 45 | 61 | Harmadik forduló |            |
| 2007-2008 | 2D | 20   | 42    | 12 | 13 | 17 | 46 | 51 | 49 | third round      | Relegated  |

## Ismertebb játékosok
| - Ariel Zárate - Hernán Vigna - Matías Pavoni - Lucas Lobos - Luciano Vella - Oscar Limia - Negro Cabrera - Armando Husillos - Indio Vázquez - Hugo Vaca - Gustavo Acosta - Tubo Fernández - Mario Véner - Pintinho - Carlos Jordão - Tilico - Natael Macedo - Osvaldo Hurtado - Fernando Carvallo - "Mágico" Gónzález - José de la Cuesta | - Goran Milanko - Igor Štimac - Zoran Varvodic - Ján Pivarník - Cherno Samba - Sambegou Bangoura - Ilku Péter - Szendrei József - Schróth Lajos - Haruna Babangida - James Obiorah - Carlos Acuña - Julio César - Eulalio Barreto - Jorge Dos Santos - Maximo Mosquera - Kamil Kosowski - Duda - Mário Silva - Bratislav Djordjevic - Vujadin Lalovic | - Mirko Vojinovic - Darko Ljubojević - Nenad Mirosavljević - Aleksandar Ilic - Dušan Galis - Armando - Alfonso Cortijo - Kiko - Migueli - Juan José - Carmelo - Pepe Mejías - Oli - Pedro Contreras - Jonathan Sesma - Alejandro Grandi - Andrés José Fleurquin - Alexander Medina - José Zalazar - Fabián Estoyanoff - Juan Ramón Carrasco - Sánchez Pose |

## Ismertebb edzők
- Domènec Balmanya
- David Vidal
- Enrique Mateos
- José González
- Roque Olsen
- Víctor Espárrago
- Dragoslav Milosevic
- Colin Addison